# Aleksandar Ivić
Aleksandar Ivić (* 6. März 1949 in Belgrad; † 27. Dezember 2020 ebenda) war ein jugoslawischer bzw. serbischer Mathematiker, der sich mit Analytischer Zahlentheorie befasste.

## Werdegang
Ivić erhielt 1973 sein Diplom in Mathematik an der Universität Belgrad und wurde dort 1975 bei Đuro Kurepa promoviert (Über einige Klassen arithmetischer Funktionen, die mit der Verteilung der Primzahlen verbunden sind).
Ivić war ab 1988 ordentlicher Professor für Mathematik an der Universität Belgrad. Er war Gastwissenschaftler an der Universität Paris-Süd, am Tata Institut und in Tokio.
Neben der Theorie der Riemannschen Zetafunktion und verwandter Funktionen befasste er sich unter anderem mit dem Dirichlet-Teilerproblem, Abundanten Zahlen und Potenten Zahlen.
Ivić war ab 1988 korrespondierendes, ab 2000 ordentliches Mitglied der Serbischen Akademie der Wissenschaften und Künste.
Die Linguisten Milka und Pavle Ivić waren seine Eltern.

## Schriften
- The Riemann Zeta-Function: theory and applications, Wiley 1985, Reprint bei Dover 2003, ISBN 0-486-42813-3
- The Theory of Hardy’s Z-Function, Cambridge University Press, New York 2013, ISBN 978-1-107-02883-8
- mit Jean-Marie De Koninck: Topics in arithmetical functions: asymptotic formulae for sums of reciprocals of arithmetical functions and related results, North Holland 1980
- Lectures on mean values of the Riemann Zeta Function, Lectures Tata Institute, Springer Verlag 1991